# Portrait photographique

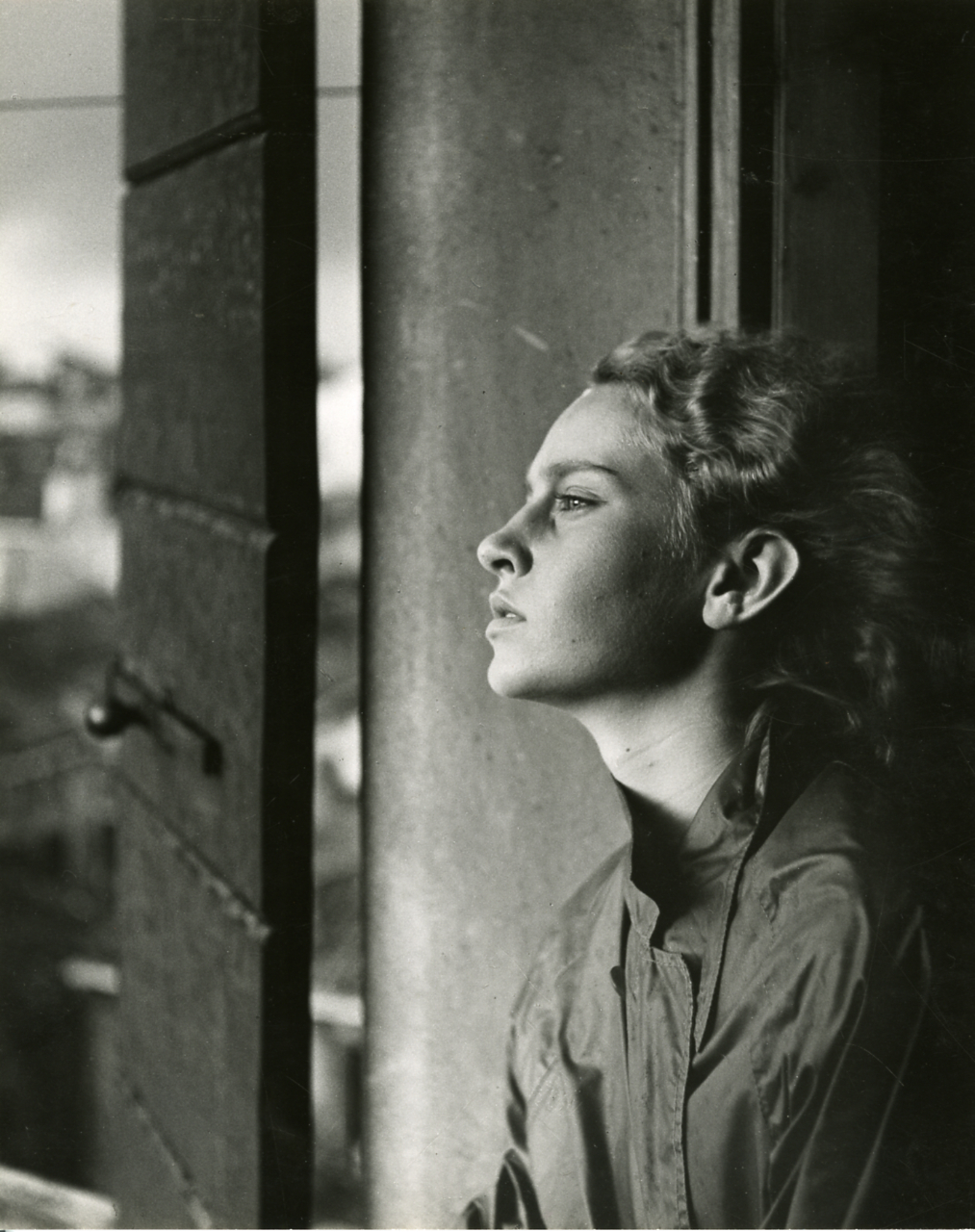
Portrait photographique d'auteur par Paolo Monti, 1955.

Un portrait photographique est un portrait visuel d'une personne réalisé à l'aide d'un appareil photographique ou d'un téléphone mobile.
Les portraits photographiques apparaissent au milieu du XIXe siècle sans concurrencer les portraits peints, souvent en taille naturelle et de grand format, mais en élargissant largement leur clientèle grâce à leur prix très inférieur.
Dans l'histoire de la photographie, plusieurs photographes se sont fait une spécialité du portrait, soit exclusivement comme Nadar, Étienne Carjat, August Sander, Yousuf Karsh, Annie Leibovitz ou Bernard Poinssot, soit comme une facette de leur travail comme Helmut Newton, Jean-François Bauret, Philippe Halsman, Paolo Roversi ou Jean-Louis Swiners.
L'autoportrait photographique peut se pratiquer avec un miroir, un retardateur ou un déclencheur à distance. Il a pris, avec la possibilité de photographier avec un téléphone mobile, une extension considérable avec la généralisation des selfies.

## Histoire

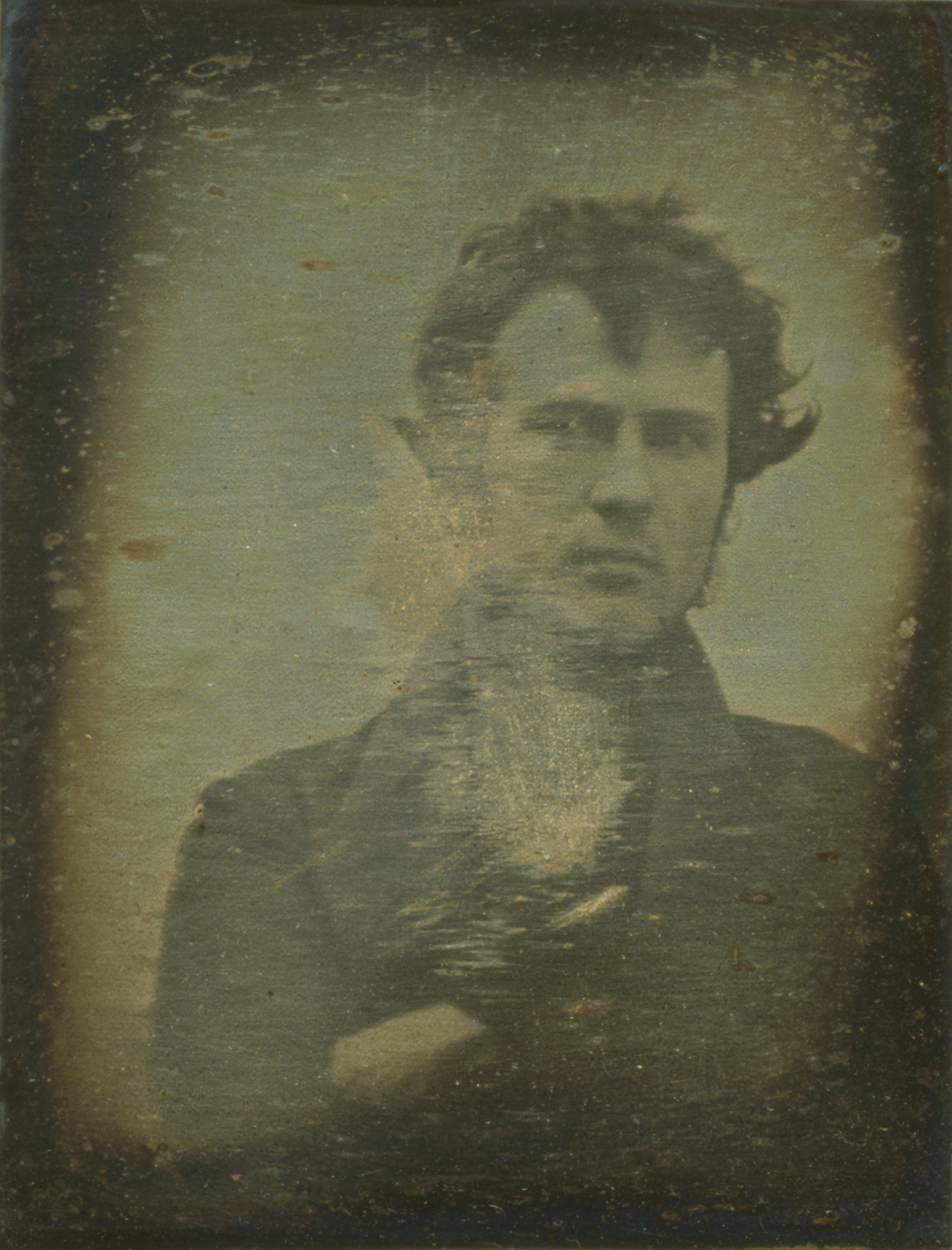
Autoportrait de Robert Cornelius, 1839.

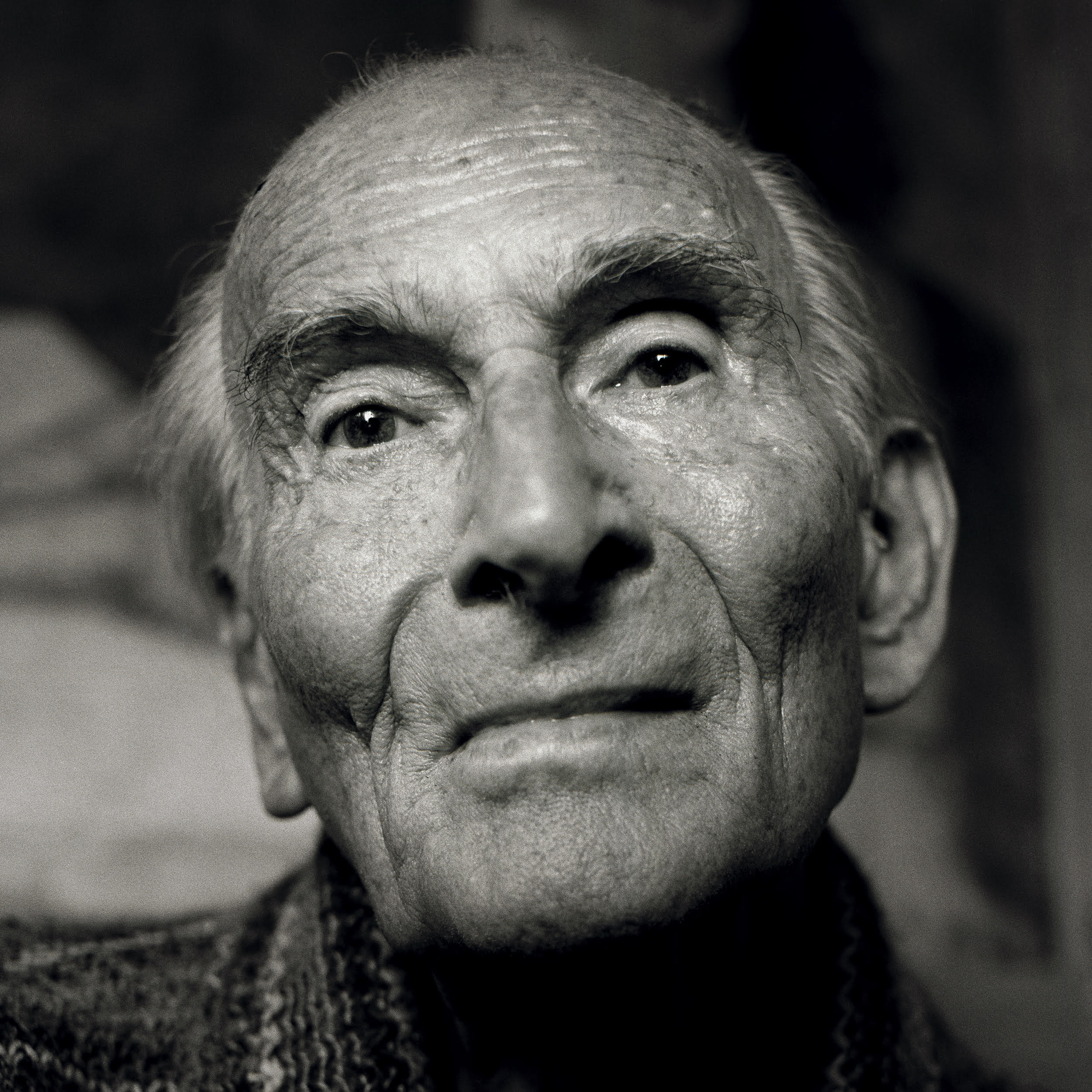
Balthus, par Oliver Mark, 2000.

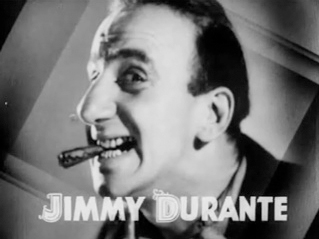
L’acteur américain Jimmy Durante et son célèbre nez

L'invention de la photographie, tout en bouleversant l'art et l'économie du portrait peint, n'a pas entraîné sa disparition. La photographie, dans son premier siècle d'existence, était incapable de rivaliser avec la peinture pour ce qui est du format et de la couleur. Elle a affecté la notion de ressemblance et mis en relief l'importance de l'éclairage, de la perspective et du matériel utilisé.
Dans un premier temps, on observe la proximité entre certaines photographies et les portraits peints les plus classiques. Puis l'art du portrait photographique s'est peu à peu affranchi du modèle pictural, inventant et affinant son propre vocabulaire et influençant à son tour le genre dont il s'était détaché.
Avec la photographie, on est capable d'obtenir une représentation du réel indépendante de la perception humaine. L'invention de la photographie détermine l'émergence de la notion d'« objectivité » au milieu du XIXe siècle. Cependant, très tôt le photographe Nadar, comme la professeur de dessin Madame Cavé constatent à quel point le portrait, pour être reçu, doit être plus fidèle à la perception humaine qu'à la physique.
Les premiers portraits photographiques sur daguerréotype étaient figés et formels. Dans les ateliers éclairés par la lumière indirecte pour éviter les ombres trop marquées, les portraiturés devaient tenir la pose plusieurs secondes, la nuque fixée par un support spécial. Dès 1842, Louis-Auguste Bisson réalise celui d'Honoré de Balzac, qui considère le procédé comme magique et fait des émules. Suivant son exemple, Théophile Gautier et Gérard de Nerval attribuent au portrait photographique quelque chose de surnaturel.
Robert Cornelius (1809–1893), photographe américain né aux Pays-Bas, intéressé par la chimie, travaillait à améliorer le daguerréotype lorsqu’il prit un portrait de lui-même devant la boutique familiale, en octobre 1839. Cette photographie est à la fois le premier portrait et le premier autoportrait photographique.
Le photographe Nadar a exécuté des portraits dont les poses visent à exprimer la personnalité et la position sociale de ses clients, sur le modèle des portraits peints. Son célèbre portrait de Victor Hugo en 1884 le montre courbé par les ans, appuyé sur une petite pile de livres, en costume de bourgeois prospère. Dans la même veine, Julia Margaret Cameron fut une spécialiste du portrait évocatif victorien. Henri Cartier-Bresson, Richard Avedon et d'autres ont également beaucoup travaillé sur le portrait expressif. Depuis 1934, à Paris, le studio Harcourt a immortalisé bon nombre de personnalités en perpétuant la tradition du portrait en studio.
Avec l’évolution de la technique, la notion de « naturel », opposé à « artificiel, mis en scène » qui se réfère à une tradition picturale, s'établit dans le portrait photographique. Mathew Brady immortalise la vie quotidienne des soldats pendant la Guerre de Sécession américaine. Au XXe siècle, Dorothea Lange ou Robert Doisneau, élargissent le champ d’action du photographe en représentant des gens simples dans leur quotidien.

## La mise en image
Le photographe choisit le cadrage : buste, torse, corps entier ; quand il utilise un studio photographique, il choisit très souvent un fond, qui peut être uni ou représenter des éléments aidant à mettre en valeur le modèle. Quand il réalise le portrait dans un environnement naturel ou un cadre familier au modèle, le choix de cadre est plus contraint, mais le fond est plus signifiant. Enfin, le photographe organise l'éclairage.

### La focale et la distance de prise de vue
La choix de la focale et de la distance de prise de vue la plus adaptée à la prise de vue d'un portrait en gros plan a donné lieu à de nombreuses règles et recommandations. René Bouillot expose la doctrine classique. « L'exagération de la perspective donnée par un objectif grand-angulaire devient désagréable et caricaturale lorsqu'on effectue un portrait ». Un grand-angulaire est un objectif dont la distance focale est plus courte que la diagonale de l'image. La distance minimale est d'après ce principe au moins la diagonale prise sur le sujet ; pour un portrait en buste inscrit dans un rectangle de 45 × 60 cm, elle est ainsi de 75 cm. Il préconise un objectif du double de la focale normale pour un visage plein cadre, ce qui donne à peu près la même distance. Il
pense que la distance minimum de prise de vue est de 3 mètres[réf. souhaitée].
Un portraitiste mondialement réputé comme Martin Schoeller réalise tous ses close-up à environ 1-1,20 mètre de son sujet.
Inversement, tous les photographes qui ont fait des portraits de l'acteur américain Jimmy Durante célèbre pour son appendice nasal l'ont photographié de très près.
En portrait de rue, un photographe tel que Bruce Gilden (considéré par Magnum Photos comme le plus agressif des photographes de rue de sa génération) a pour principe de ne jamais tirer le portrait de ses sujets à plus d'un mètre cinquante.
En équivalent photographique du concept de caméra subjective et en photographies reprises d'une séquence réalisée en caméra GoPro, la distance de prise de vue peut être de l'ordre d'une dizaine de centimètres.

## La retouche
Le portrait comporte une certaine part d'idéalisation. Le maquillage, l'éclairage et la mise en scène y participent, mais aussi la retouche d'image, utilisée non seulement pour remédier à des défauts techniques passés inaperçus à la prise de vue, comme des ombres ou des reflets, mais à transformer peu ou prou l'apparence du sujet, de la suppression d'un bouton à la transformation des formes.

## La direction du modèle
De nombreux photographes collaborent avec des modèles et les guident vers la pose recherchée. Le but est de leur donner confiance et de leur permettre de comprendre les attentes photographiques en termes de pose et d'expression. La direction de modèle est nécessaire autant en extérieur qu'en studio et varie en fonction du projet photographique du photographe et/ou de la modèle.

## Les grands photographes portraitistes

### XIXesiècle
Parmi les grands portraitistes du XIXe siècle, on doit citer : Julia Margaret Cameron, Étienne Carjat, Nadar, etc.

### XXesiècle
Parmi les grands portraitistes du siècle dernier, citons :
- En Allemagne : Horst Tappe
- En France : Jean-François Bauret, Gisèle Freund, Jeanloup Sieff, etc.
- En Amérique du Nord : Richard Avedon,Philippe Halsman, Irving Penn,Yousuf Karsh, Arnold Newman, etc.
- En Amérique du Sud : Baldomero Pestana a fait le portrait de beaucoup d'artistes et en particulier des écrivains péruviens.
- Au Mali : Seydou Keïta, Malick Sidibé.

### XXIesiècle
Parmi les grands portraitistes actuels, on peut citer :
- parmi les Français : Pierre-Anthony Allard, Jérôme Bonnet, Thierry Bouët, Patrick Demarchelier, Pierre et Gilles, Bettina Rheims, Denis Rouvre, Patrick Swirc, Jean Turco, etc. ;
- parmi les photographes étrangers : Marco Grob, Annie Leibovitz, Martin Schoeller, Platon, Albert Watson, etc.

## Les exercices de style

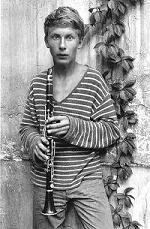
Patrick à la clarinette par Jean-Louis Swiners (1962), dans Le Développement et l'Épreuve, Time Life, 1972, p. 134-135. Leica M3, Summicron 50 mm, ciel voilé.

### Les 80 portraits de photographes contemporains à la MEP de Zhong Weixing
- Yann Arthus-Bertrand,
- François-Marie Banier,
- Bruno Barbey,
- Valérie Belin,
- Martial Cherrier,
- JH Engström,
- Bernard Faucon,
- Alain Fleischer,
- Robert Frank,
- Alberto García-Alix,
- Jean Gaumy,
- Harry Gruyaert,
- Françoise Huguier,
- Dominique Issermann,
- JR[Lequel ?],
- William Klein,
- Jean-Pierre Laffont,
- Arno Rafael Minkkinen,
- Sarah Moon,
- Vik Muniz,
- Martin d’Orgeval,
- ORLAN,
- Martin Parr,
- Vincent Perez,
- Pierre et Gilles,
- Miguel Rio Branco,
- Sebastião Salgado,
- Klavdij Sluban,
- Christine Spengler,
- Sabine Weiss.

### Sur les marches
- Sabine Weiss
- Zhong Weixing
- Pierre et Gilles
- Martin d’Orgeval
- Patrick Tosani
- Valérie Belin
- Orlan
- Christine Spengler
- Françoise Huguier
- Jean Gaumy
- Bruno Barbey
- William Klein
- Sébatião Salgado
- Harry Gruyaert
- Vincent Perez Photo
- Nicolas Combarro
- George Rousse
- Mimmo Jodice
- Milton Guran
- Bernard Faucon
- Martial Cherrier
- Patrick Zachmann
- François-Marie Banier

## Le portrait de rue
C'est un genre particulier de portrait photographique qui se pratique en extérieur, généralement dans la rue, avec des inconnus rencontrés par hasard.